# Port lotniczy Cafunfo
Port lotniczy Cafunfo – krajowy port lotniczy położony w Cafunfo, w Angoli.